# Manta (strój ludowy)

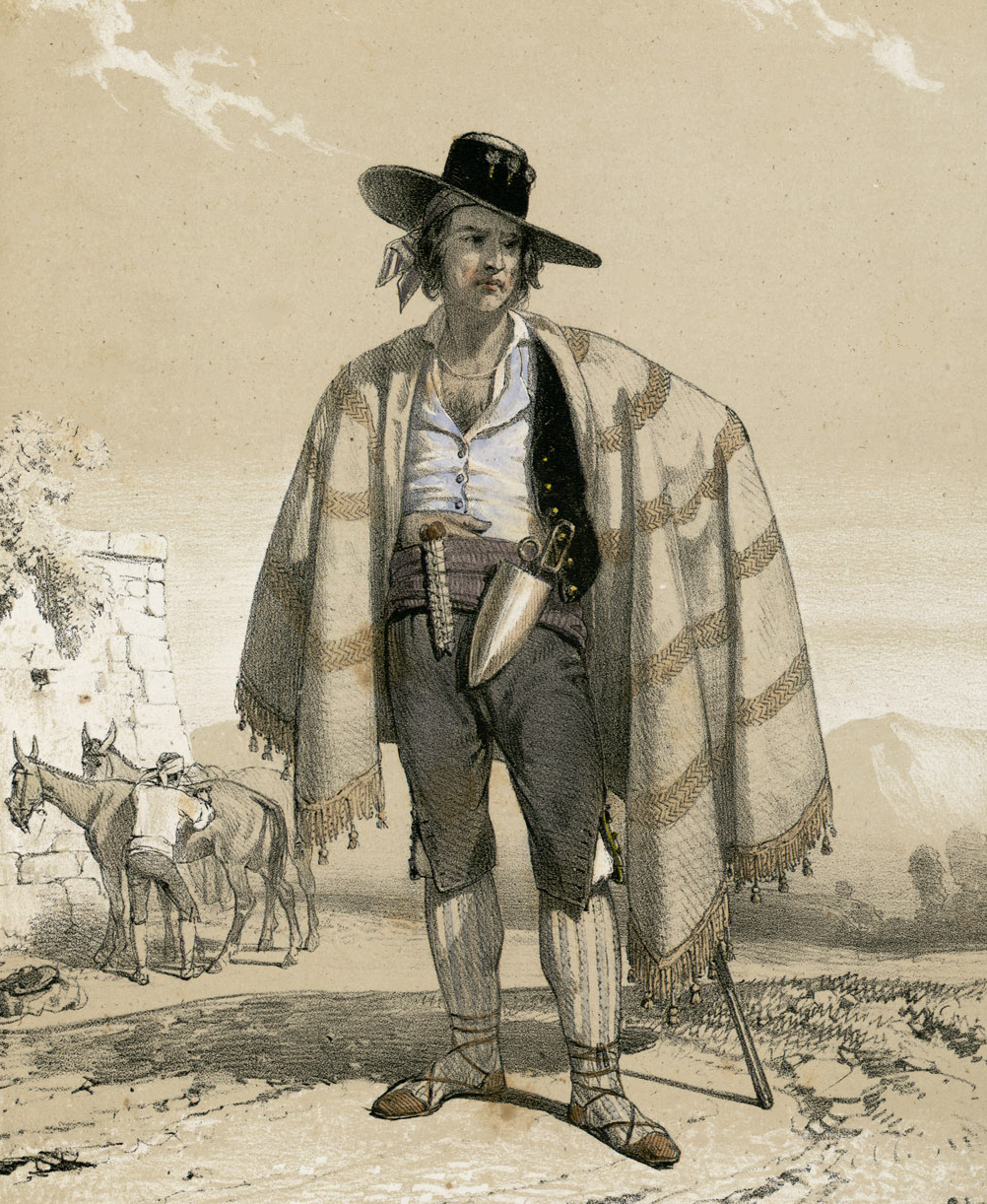
Cygański postrzygacz mułów z rejonu hiszpańskich Pirenejów w chuście manta, lata 40. XIX wieku

Manta – noszony przez mężczyzn typ sukiennej, bawełnianej lub płóciennej chusty naramiennej, określany również jako pled, koc lub duży szal, będący elementem hiszpańskiego i portugalskiego stroju ludowego.

## Występowanie
Ubiór do dzisiaj zachował się w niektórych częściach Hiszpanii, m.in. Galicji, Murcji, Walencji czy Starej i Nowej Kastylii, gdzie jest ważną częścią stroju regionalnego. W formie kolorowego, pasiastego szala zakończonego frędzlami stał się również charakterystycznym elementem współczesnego stroju tancerzy wykonujących andaluzyjskie flamenco i aragońską jotę. Kostiumy te są jednak dostosowaną do warunków scenicznych dowolną przeróbką dawnych form ubioru wyższych warstw społecznych, bez powiązania z autentycznymi strojami ludowymi Andaluzji i Aragonii. W niektórych miejscowościach nadmorskich Portugalii do dzisiaj przerzucone przez ramię pledy są tradycyjnym elementem stroju wędrownych handlarzy.

## Krój i sposób noszenia
Wykonany z tkaniny samodziałowej, obszerny i długi pled manta był istotnym, wielofunkcyjnym i wyjątkowo starym elementem odzieży męskiej, prawdopodobnie przejętym od zamieszkujących Półwysep Pirenejski Wizygotów. Okrywano nim plecy, zarzucano na głowę, noszono przerzucony przez jedno ramię, złożony po przekątnej zarzucano na oba ramiona. Zeszyty narożnik chusty służył jako kieszeń czy nawet torba lub worek, ale był również wykorzystywany jako kaptur. Do wyrobu tego elementu odzieży używano kwadratowego lub zbliżonego do kwadratu płatu tkaniny, który mógł być później zeszyty, tworząc rodzaj szerokiego na metr szala o długości dochodzącej do trzech metrów.

## Kolorystyka i rodzaj zdobienia tkanin
W zależności od regionu manta miała odmienną kolorystykę i typ zdobienia. Wyrabiano ją z tkanin gładkich, w kolorowe pasy lub w kratę. Końce szala ozdabiano pasmanterią, z reguły frędzlami, niekiedy skręconymi albo zakończonymi pomponami. Jasne lub nasycone barwy cieszyły się popularnością we  wschodnich i południowych rejonach Półwyspu Iberyjskiego, natomiast tkaniny w odcieniach szarości czy błękitu oraz w kolorze brunatnym były noszone na ziemiach północnej i środkowej Hiszpanii. W Murcji używano również czarnych tkanin w białe pasy, natomiast w Nawarze pasterze preferowali całkowicie czarne, obszerne manty, którymi w razie niepogody można było otulić całą sylwetkę. Pasterze portugalscy z Bouça w okolicach Mirandeli okrywali się mantami w kolorze kasztanowym, przy czym wyjątkowo nosili je nie tylko mężczyźni, ale również kobiety, natomiast w innych rejonach kraju wykonywano je z niefarbowanych materiałów.